# Козлова, Олимпиада Васильевна
Олимпиа́да Васильевна Козлова (24 июля (6 августа) 1906 — 7 декабря 1986) — доктор экономических наук, профессор, основательница управленческого образования в России.

## Биография
Родилась 24 июля {6 августа по н.ст.)
Её трудовая деятельность началась в 10 лет в Покровской артели рыбаков.
В середине 1920-х годов работала токарем на заводе «Карболит» (г. Орехово-Зуево, Московской обл.), потом — на московском заводе «Мосэлектрик».
С 1927 года по 1932 год — секретарь поселкового совета посёлка Чёрное Озеро (Шатура), заместителем председателя поссовета, заместитель председателя исполкома поссовета.
Одновременно О. В. Козлова повышала своё образование, поступила в Московский институт советской кооперативной торговли, который окончила в 1937 г., позже — Московский педагогический институт им. В. И. Ленина.
В 1940 г. она окончила аспирантуру Московского института народного хозяйства им. Г. В. Плеханова и защитила диссертацию на соискание ученой степени кандидата экономических наук. Одновременно работала преподавателем в этом институте и Высшей партийной школе при ЦК ВКП(б). Последующие десять лет были посвящены выборной партийной работе.
С 1940 года по 1941 год О. В. Козлова избиралась 2-м секретарем Москворецкого райкома ВКП(б).
В начале Великой Отечественной войны занималась формированием дивизий[прояснить]. В 1941—1945 гг. избиралась 1-м секретарем Москворецкого райкома ВКП(б). Готовилась к руководящей работе в подполье в случае сдачи Москвы немцам. После окончания войны с 1946 года по 1950 год — секретарь[прояснить] Московского комитета ВКП(б).
С 1950 начинается её научно-педагогическая деятельность. Она назначается ректором Московского инженерно-экономического института им. Серго Орджоникидзе и в скором времени превращает этот вуз в один из ведущих экономических вузов СССР. МИЭИ выпускал инженеров-экономистов для различных отраслей народного хозяйства. Их основной задачей было организовывать социалистическое производство. Но Олимпиада Васильевна пошла дальше. Она поставила перед своими коллегами задачу реорганизации подготовки инженеров-экономистов в подготовку управленческих кадров. В 1958 г. при институте создается Научно-исследовательская лаборатория экономики и организации производства (НИЛ МГСНХ, затем НИЛ УНХ), а также один из первых Научно-вычислительных центров в стране.
В 1960 г. О. В. Козлова защитила докторскую диссертацию, ей было присвоено ученое звание профессор. Свои научные изыскания она отразила в более чем 50 научных трудах и многих учебниках и учебных пособиях. Один из наиболее известных учебников, написанный вместе И. Н. Кузнецовым, «Научные основы управления производством» был опубликован не только в СССР, но и в ряде других стран[каких?].
В МИЭИ в 1966 г. была создана и первая в СССР кафедра, занимавшаяся разработкой научных проблем и подготовкой квалифицированных кадров в области теории управления социалистическим производством. Олимпиада Васильевна стала её первым руководителем.
В 1973 г. О. В. Козловой было присвоено звание почетного доктора Пражской Высшей экономической школы (Чехословакия).
Развитие управленческого образования позволило в 1975 преобразовать МИЭИ в первый в СССР Московский институт управления. Олимпиада Васильевна проработала ректором МИЭИ-МИУ в течение 35 лет. При ней институт превратился в первый, ведущий управленческий вуз страны, заслужил высокую правительственную награду — Орден Трудового Красного Знамени. При её активном участии на Юго-Востоке Москвы был построен новый комплекс зданий института, один из немногих настоящих университетских современных кампусов. А МИУ превратился сначала в Государственную академию управления, а с 1998 г. — в Государственный университет управления.
Умерла в Москве, похоронена на Кунцевском кладбище.

## Награды
- Два ордена Ленина (1967, 06.08.1976)
- Орден Октябрьской Революции (1971)
- Орден Отечественной войны I степени (1947)
- Два ордена Трудового Красного Знамени (1942, 1961)
- Орден Дружбы народов (17.06.1981)
- Орден Красной Звезды (1943)
- медали
- три золотых медали ВДНХ
- почётный гражданин г. Энгельса (2008, посмертно)

## Память
- Известный селекционер флоксов Елена Алексеевна Константинова назвала один из выведенных ею сортов — «Олимпиада», в честь своей бабушки Олимпиады Козловой.